# 郭尚先

《清代學者象傳》第一集之郭尚先像

郭尚先（1785年—1832年），字元闻，又字兰石，福建莆田县人。清朝官员、书法家。

## 生平
嘉庆十四年（1809年）进士，官至大理寺卿。精于鉴别，工书法，学欧阳询，以骨力见长，并作小楷。临摹诸名家，几可乱真。著有《芳坚馆题跋》、《增默庵遗集》。